# Ralf Vielhaber

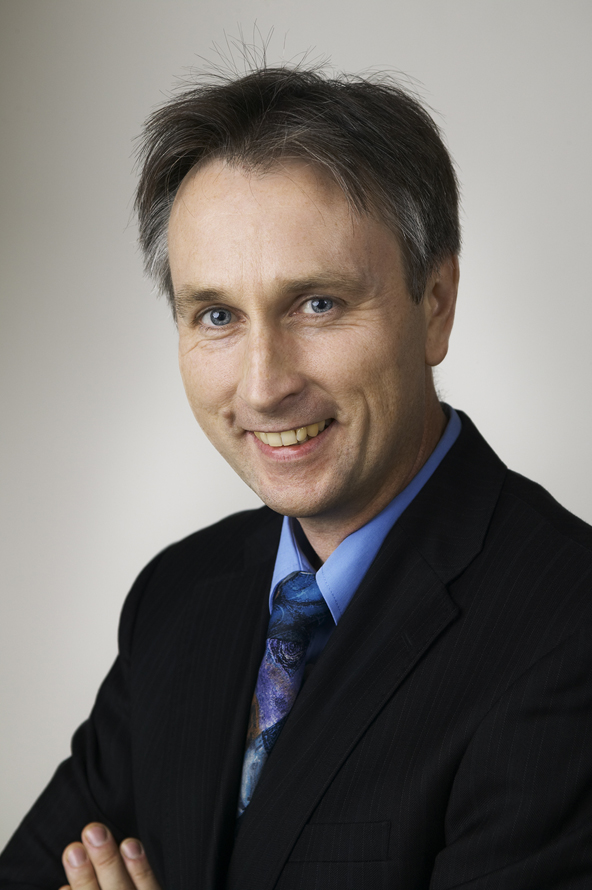
Ralf Vielhaber, Geschäftsführer Fuchsbriefe, Dr. Hans Fuchs GmbH

Ralf Vielhaber (* 14. Februar 1963 in Recklinghausen) ist ein deutscher Journalist und Verlagsgeschäftsführer.

## Leben
Vielhaber besuchte ein städtisches Gymnasium, verließ die Schule mit dem Abitur und machte anschließend 18 Monate Zivildienst bei einem Fahrdienst für Behinderte.
Er studierte Geschichte und Germanistik (ältere und neuere Abteilung) in Marburg und Bonn und schloss das Studium 1989 mit einem Magister Artium ab.
Schon während des Studiums arbeitete er für diverse Tageszeitungen wie die Marler Zeitung, die Bonner Rundschau und den Bonner General-Anzeiger.
Von 1990 bis 1992 volontierte er beim Weser Report in Bremen. Im Juli 1992 wechselte er als Redakteur zum Fachinformationsdienst Fuchsbriefe. Er war zunächst aus Berlin für die Neuen Bundesländer und Osteuropa zuständig und baute während dieser Zeit zahlreiche Kontakte in diese Länder auf. 1995 wurde er zum Verlagsleiter und Chefredakteur für sämtliche im Verlag erscheinende Publikationen berufen. Seit 2007 ist er Geschäftsführer des Verlages, der zur Verlagsgruppe Springer Science+Business Media gehört. Inhaltliche Schwerpunkte: Parteipolitik, Finanz- und Wirtschaftspolitik (national und international), Anlagestrategien, Private Banking.
Vielhaber ist Gründungsmitglied und Beirat des Center of Asset & Wealth Management der Wissenschaftlichen Hochschule für Unternehmensführung (WHU) in Vallendar sowie Partner der Private Banking Prüfinstanz (PBPI), der als Partner Fuchsbriefe sowie das Institut für Qualitätssicherung und Prüfung von Finanzdienstleistungen (IQF) angehören. Seit 2011 ist auch Quanvest assoziiert.
Vielhaber ist Gast-Kommentator in TV, Radio und verschiedenen Zeitschriften und Zeitungen.
Außerdem ist er Vorstand im Bürgerverein Finkenkrug, der sich der sozialen Integration und der Pflege des Ortsbildes verschrieben hat.

## Schriften
Als Herausgeber
- Anlagechancen 2007. Infrastruktur – in die Zukunft investieren. Gabler, Wiesbaden 2007, ISBN 978-3-8349-0459-1.
- Anlagechancen 2008. Die besten Investments weltweit. Gabler, Wiesbaden 2008, ISBN 978-3-8349-0747-9.
- Handbuch Wealth Management. Ein Kompendium für den deutschsprachigen Raum. Gabler, Wiesbaden 2008, ISBN 978-3-8349-1090-5.
- Anlagechancen 2009. Das Comeback der USA. Gabler, Wiesbaden 2009, ISBN 978-3-8349-1330-2.
- Anlagechancen 2010. Deflation. Inflation. Währungsreform?. Gabler, Wiesbaden 2010, ISBN 978-3-8349-2069-0.